# Game Pro
Game Pro è stata una rivista italiana di videogiochi pubblicata tra luglio 2007 e settembre 2009 e di nuovo tra il 2021 e il 2024.

## Storia
La rivista nasce come edizione italiana del mensile inglese Edge. Era pubblicata dalla Sprea Media Italy e nasceva dalle ceneri di Videogiochi, con la proposizione di un misto di parti tradotte da Edge e parti scritte dalla redazione italiana.
Dopo un periodo di vendite non ottimali (già nell'estate 2008 la rivista era arrivata a non essere pubblicata per un numero, e uscì un inedito bimestrale luglio/agosto 2008), la rivista passò in mano a Stefano Silvestri, noto al grande pubblico per essere lo storico capo di The Games Machine, che era diventato parte integrante dello staff Sprea con l'acquisizione da parte di quest'ultima del polo editoriale della suddetta rivista. Il numero 27, uscito nel settembre 2009, fu l'ultimo prima della sospensione.
La rivista è stata sospesa fino al 20 maggio 2021, quando ha  ripreso la pubblicazione sotto la direzione di Marco Accordi Rickards. Dal numero 28 contiene al suo interno l'inserto Retrogame Magazine, erede della rivista omonima pubblicata dallo stesso editore. L'ultimo numero, il 62, è stato pubblicato nell'aprile 2024.

## Caratteristiche
La rivista presentava, oltre alle classiche rubriche quali anteprime e recensioni, delle pagine di riflessioni relative al mondo videoludico a opera di esperti del settore e approfondimenti sugli aspetti più tecnici e culturali dei videogiochi, come l'intelligenza artificiale e le correlazioni tra i videogiochi e gli altri media. Le recensioni erano espresse in decimi senza mezzi voti; le valutazioni erano uniche, non c'erano cioè voti dedicati a singole caratteristiche di gioco.

## Elenco uscite
|      | Gen | Feb | Mar | Apr | Mag | Giu | Lug | Ago | Set | Ott | Nov | Dic |
| 2007 | -   | -   | -   | -   | -   | -   | 1   | 2   | 3   | 4   | 5   | 6   |
| 2008 | 7   | 8   | 9   | 10  | 11  | 12  | 13  | 14  | 15  | 16  | 17  | 18  |
| 2009 | 19  | 20  | 21  | 22  | 23  | 24  | 25  | 26  | 27  | -   | -   | -   |
| 2021 | -   | -   | -   | -   | -   | 28  | 29  | 30  | 31  | 32  | 33  | 34  |
| 2022 | 35  | 36  | 37  | 38  | 39  | 40  | 41  | 42  | 43  | 44  | 45  | 46  |
| 2023 | 47  | 48  | 49  | 50  | 51  | 52  | 53  | 54  | 55  | 56  | 57  | 58  |
| 2024 | 59  | 60  | 61  | 62  |     |     |     |     |     |     |     |     |